# Giuseppe Mancini (militare)
Giuseppe Mancini (Arezzo, 10 febbraio 1893 – Melette, 4 dicembre 1917) è stato un militare italiano, tenente del corpo dei bersaglieri durante la prima guerra mondiale, fu decorato con la medaglia d'oro al valor militare alla memoria.

## Biografia
Nacque ad Arezzo il 10 febbraio 1893, nipote dell'avvocato Ugo Mancini che fu sindaco di Arezzo tra il 1911 e il 1914, e in gioventù svolse attività sportiva nell'ambito della Società ginnastica "Francesco Petrarca". Si arruolò nel Regio Esercito nel corso del 1913, assegnato come Allievo Ufficiale al 3º Reggimento bersaglieri. Promosso sottotenente di complemento venne trasferito al 6° Reggimento. All'atto dell'entrata in guerra dell'Italia, il 24 maggio 1915, prestava servizio presso il 13º reggimento. Si distinse immediatamente, tanto che il 28 luglio successivo è decorato con la Medaglia d'argento al valor militare per le tre ferite riportate nello stesso combattimento. Promosso tenente, nel 1916 viene assegnato alla Scuola Mitraglieri di Brescia.
Dopo la sconfitta di Caporetto chiese ed ottenne di essere rimandato in zona di guerra, presso un reparto combattente. Mandato sull'altopiano di Asiago, entrò di nuovo in azione dopo la ritirata sulla linea del Piave. Il 4 dicembre 1917, mentre prestava servizio come capitano presso il 12º Reggimento, rimase gravemente ferito sul Monte Miela. Nonostante la ferita continuò a combattere, mantenendo la posizione con i pochi uomini rimasti al suo comando fino a che non si spense presso un piccolo ospedale da campo. In sua memoria gli venne assegnata una seconda Medaglia d'argento al valor militare, trasformata poi in Medaglia d'oro con Regio Decreto del 19 agosto 1921. La salma, seppellita senza indicazioni, fu probabilmente traslata tra quelle ignote del sacrario-ossario di Asiago.
Nel 1933 l'Amministrazione Comunale di Arezzo, per volontà del Podestà Pier Ludovico Occhini, decise di costruire un nuovo stadio per il gioco del calcio e lo intitolò a lui. Negli anni sessanta del secolo scorso lo stadio fu demolito e l'intera aerea dichiarata edificabile, con spostamento dello stadio comunale in altra posizione. Nel 2006 gli fu intitolato un settore dello stadio “Città di Arezzo”.

### Annotazioni
1. ↑  Il terreno, posto nell’area del Campo di Marte, dove venne costruito il nuovo stadio fu donato al Comune dalla famiglia Mancini.

### Fonti
1. ↑  Cavaciocchi, Ungari 2014, p. 53.
2. ↑  Cavaciocchi, Ungari 2014, p. 66.
3. ↑  Cavaciocchi, Ungari 2014, p. 253.
4. 1 2  Il Nastro Azzurro n.2, marzo-aprile 2011, p. 38.
5. ↑  Sito web del Quirinale: dettaglio decorato.

### Periodici
- Cronache dalle Federazioni, in Il Nastro Azzurro, n. 2, Roma, Istituto del Nastro Azzurro, marzo-aprile 2011,  p. 38.